# Tibellus chilensis
Tibellus chilensis es una especie de araña cangrejo del género Tibellus, familia Philodromidae. Fue descrita científicamente por Mello-Leitão en 1943.

## Distribución
Esta especie se encuentra en Chile.